# Maurice, Iowa
Maurice är en ort i Sioux County i Iowa. Vid 2020 års folkräkning hade Maurice 265 invånare.